# Пирштук, Болеслав Казимирович
Болесла́в Казими́рович Пиршту́к (бел. Баляслаў Казіміравіч Пірштук, род. 30 января 1959 года, д. Пирштуки, Ляховичский район, Брестская область, Белорусская ССР, СССР) — белорусский политический и государственный деятель. Заместитель Председателя Палаты представителей Национального собрания Республики Беларусь (2016—2019 годы).
С декабря 2019 года — первый заместитель министра природных ресурсов и охраны окружающей среды.

## Биография
Родился 30 января 1959 года в деревне Пирштуки Ляховичского района Брестской области. Служил в Советской Армии в Центральной группе войск.
В 1981 году окончил Белорусский политехнический институт по специальности «Тепловые электрические станции», квалификация — инженер-теплоэнергетик, а в 1993 году — Академию управления при Совете Министров Республики Беларусь по специальности «Экономика и управление производством», квалификация — менеджер-экономист.
Трудовую деятельность начал в 1981 году инженером Светлогорской теплоэлектроцентрали. В период с 1990 по 1997 год работал первым заместителем председателя Светлогорского городского исполнительного комитета. С 1997 года — председатель Светлогорского городского исполнительного комитета.
После объединения в 2002 году города и района в одну административно-территориальную единицу — председатель Светлогорского районного исполнительного комитета. С 2007 года — заместитель председателя Гомельского областного исполнительного комитета.
11 сентября 2016 года на парламентских выборах был избран депутатом Палаты представителей Национального собрания Республики Беларусь по Речицкому избирательному округу № 44. За его кандидатуру было подано 31 585 голосов избирателей, или 73,8 % от общего количества. Явка избирателей в округе составила 74,2 %.
13 октября 2016 года был избран заместителем председателя Палаты представителей Национального собрания. Его кандидатуру выдвинул на правах председателя Палаты представителей В. П. Андрейченко, проголосовали 105 депутатов из 109 присутствовавших. Альтернативных кандидатур на эту должность заявлено не было.
6 марта 2017 года вице-спикер парламента встретился с оппозицией и заявил о готовящихся изменениях в так называемый «декрет о тунеядцах». Зампредседателя Палаты представителей уточнил, что власти не планируют отменять декрет. А изменения будут подготовлены не позднее середины марта.
В Палате представителей Болеслав Пирштук также являлся членом депутации Национального собрания Республики Беларусь в Парламентском Собрании Союза Беларуси и России, делегации Национального собрания Республики Беларусь в Парламентской ассамблее ОБСЕ, Делегации Национального собрания Республики Беларусь по осуществлению контактов с Латиноамериканским парламентом, межпарламентской комиссии по сотрудничеству Национального собрания Республики Беларусь и Национального Собрания Республики Армения, межпарламентская комиссии по сотрудничеству Национального собрания Республики Беларусь и Верховной Рады Украины, рабочей группы Национального собрания Республики Беларусь по сотрудничеству с Парламентом Китайской Народной Республики.
В 2019 году, в выборах следующего созыва Палаты представителей участия не принимал, соответственно лишился должности заместителя председателя Палаты представителей и депутатских полномочий.

## Награды, поощрения
- Почётный гражданин города Светлогорска (2010 год).
- Орден «Содружество» (21 ноября 2019 года, Межпарламентская ассамблея СНГ) — за активное участие в деятельности Межпарламентской Ассамблеи и её органов, вклад в укрепление дружбы между народами государств — участников Содружества Независимых Государств[7]
- Медаль «МПА СНГ. 25 лет» (27 марта 2017 года, Межпарламентская ассамблея СНГ) — за заслуги в деле развития и укрепления парламентаризма, за вклад в развитие и совершенствование правовых основ функционирования Содружества Независимых Государств, укрепление международных связей и межпарламентского сотрудничества[8]
- Почётная грамота Совета МПА СНГ (12 апреля 2018 года, Межпарламентская ассамблея СНГ) — за активное участие в деятельности Межпарламентской Ассамблеи и её органов, вклад в укрепление дружбы между народами государств — участников Содружества Независимых Государств[9]

## Личная жизнь
Женат. Имеет двоих сыновей.